# 1868
1868 (số La Mã: MDCCCLXVIII) là một năm nhuận bắt đầu vào thứ Tư trong lịch Gregory.
Bản mẫu:Tháng trong năm 1868

## Sự kiện

### Tháng 1
- 3 tháng 1 – Nhật hoàng Minh Trị hạ lệnh mở đầu duy tân hiến pháp.
- 5 tháng 1: 
  - Mở đầu chiến tranh Paraguay - Brasil.
  - Quân đội Brasil đánh chiếm Asuncion.
  - Bùng nổ chiến tranh Mậu Thìn tại Nhật Bản.
- 10 tháng 1: Mạc phủ tướng quân Đức Xuyên Khánh Gia tuyên bố Minh Trị duy tân là phi pháp.

Tháng 7
- Vua Tự Đức cho xây dựng vườn ngự Dữ Dã (Dữ Dã viên) trên Cồn Dã Viên[1] ở Huế.

### Tháng 10
- 10 tháng 10 – Cuba độc lập.

## Sinh
- Không rõ - Hoàng Thị Loan, Mẹ của Hồ Chí Minh (m. 1901)
- 22 tháng 3 – Robert Millikan, nhà vật lý người Mỹ (m. 1953)
- 18 tháng 4 – Dương Thị Thục, tôn hiệu Khôn Nghi Hoàng thái hậu, thứ thất của vua Đồng Khánh (m. 1944).

## Mất
- 17 tháng 5 – Kondō Isami, cục trưởng của Shinsengumi (s. 1834)
- 19 tháng 7 – Okita Sōji, đội trưởng đội 1 Shinsengumi (s. 1844)